# بائوجیا
بائوجیا یا پائوچیا (به انگلیسی: Baojia) یک سیستم نیروی نگهبانان محلی و ملی تأسیس شده به دست وانگ آن‌شی و در دودمان سونگ بود که این سیستمِ مبتنی بر جامعه از اجرای قانون و کنترل مدنی را ایجاد کرد که جزئی از اصلاحات گسترده او بین سالهای 1069 و 1076 در حکومت آن زمانِ چین بود.
با این سیستم، دولت چین قادر بود نظم و کنترل را در تمام سطوح جامعه حفظ کند، در حالی که مأموران دولتی نسبتا کمی به کار می‌گرفت.
با وجود از بین رفتن اصلاحات وانگ آن‌شی (به خصوص بعد از مرگش) ، این سیستم همچنان به مدت 800 سال در چین باقی ماند.